# Alem Merajić
Alem Merajić (sinh 4 tháng 2 năm 1994) là một cầu thủ bóng đá Bosnia và Herzegovina thi đấu cho FK Radnik Bijeljina ở Giải bóng đá ngoại hạng Bosnia và Herzegovina.

## Sự nghiệp
Khởi đầu tại FK Novi Grad và FK Olimpic ở quê nhà Sarajevo, Merajić, một cầu thủ trẻ quốc gia, di chuyển vào tháng 2 năm 2012 đến GNK Dinamo Zagreb ở Croatia. Anh trở về FK Olimpic cùng mùa hè, ra mắt đội một năm 2013 và ra mắt thường xuyên ở đội một tại Giải bóng đá ngoại hạng Bosnia và Herzegovina. Vào tháng 1 năm 2016 anh chuyển đến FK Shkëndija Tetovo, ở Macedonian First Football League. Tuy nhiên anh chỉ ở đội bóng một thời gian ngắn, và gia nhập đội bóng Prva HNL RNK Split vào tháng 8 năm 2016.